# 徐柏齡 (明朝)
徐柏齡（？—17世紀），字節之，浙江嘉興府嘉興縣人，明朝、南明政治人物。

## 生平
徐柏齡博學，工詩善畫，崇禎三年（1630年）中式庚午科浙江鄉試舉人，應選得授浙江永嘉縣教諭。
隆武帝繼位後，他到福京（今福州）上疏，遷任國子監助教。歷官戶部福建司主事、員外郎，奉詔前往泰順偵察，尚未到達，溫州已經失守，於是他在天闕山出家為僧，臨終前方回到家鄉。有人勸他參加清朝的會試，他置之不理。卒年七十三歲。

## 引用
1. 1 2  錢海岳《南明史·卷四十三·列傳第十九》：徐柏齡，字節之，嘉興人。崇禎三年舉於鄉。博學工詩畫。授永嘉教諭，上疏福京，遷國子助教。
2. ↑  錢海岳《南明史·卷四十三·列傳第十九》：歷福建司主事、員外郎。詔之泰順覘進止，未至而溫州不守，為僧天闕山。瀕死歸。或勸計偕，不應。卒年七十三。